# Liste de personnalités liées à Bar-le-Duc

Cet article liste les personnalités qui sont nées, mortes, ont vécu ou ont fortement influencé la ville de Bar-le-Duc.
Plusieurs personnalités sont liées à la commune comme comte puis duc de Bar, ou comme maire de la commune.

## Personnalités barisiennes
Liste de personnalités qui sont nées à Bar-le-Duc.

### XVesiècle

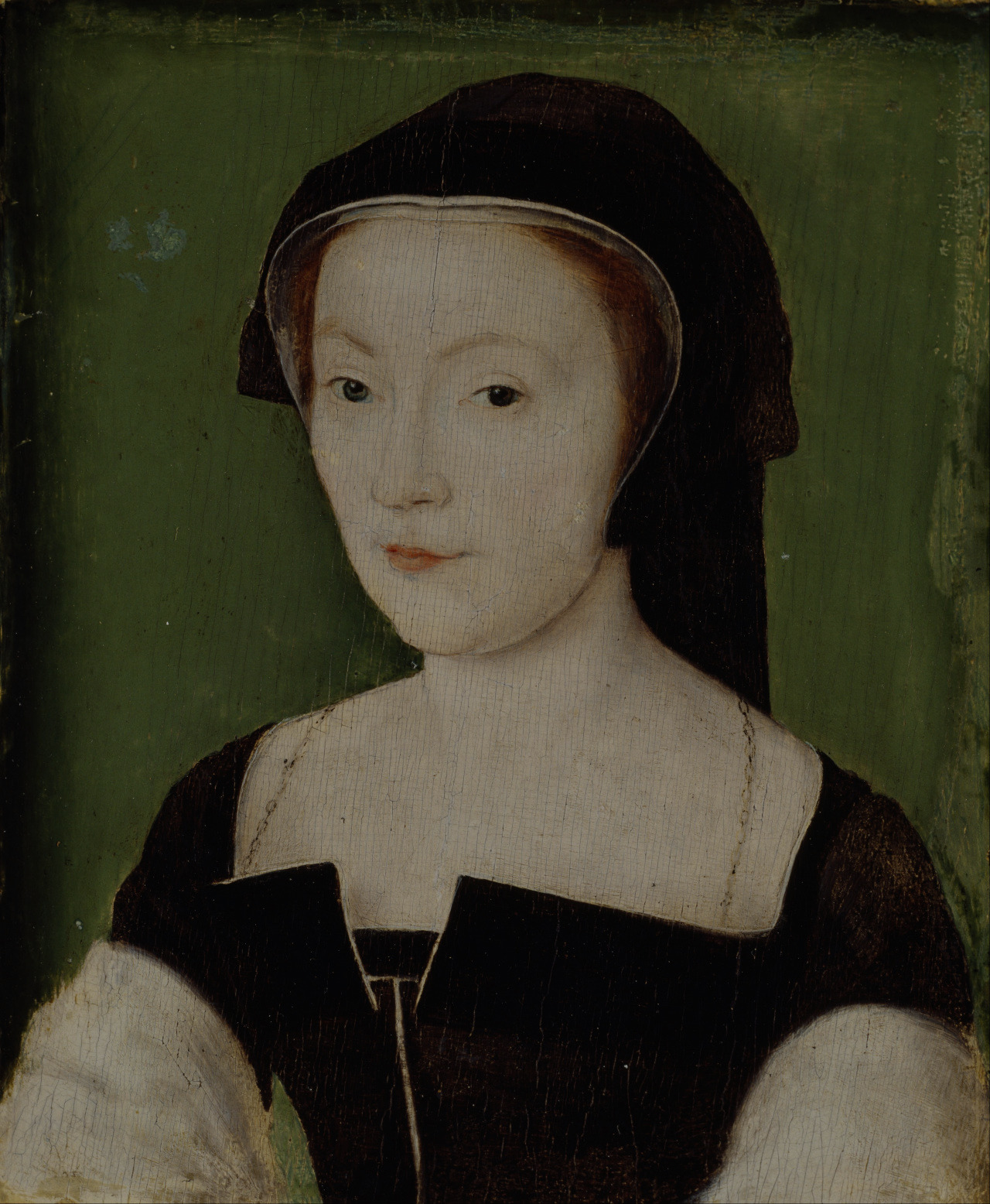
Marie de Guise (1515-1560), Reine consort d’Écosse.

- Jean Crocq (XVe siècle), sculpteur sur bois et pierre.
- Jean III de Lorraine (1498-1550), cardinal, intime du roi François Ier.

### XVIesiècle
- Louis de Lorraine (1500-1528), évêque de Verdun, comte de Vaudémont.
- Augustin Marlorat (1506-1562), théologien protestant.
- Marie de Guise (1515-1560), Reine consort d’Écosse.
- Gilles de Trèves (1515-1582), doyen de la collégiale Saint-Maxe et seigneur de Ville-sur-Saulx, dote Bar-le-Duc d’un collège qui porte son nom.
- François de Guise (1520-1563), duc de Guise, duc d’Aumale, pair de France et grand maître de France, militaire et homme d’État.
- Jean Errard (1554-1610), mathématicien et ingénieur militaire.
- Didier Dounot (1574-1640), juriste et mathématicien.

### XVIIesiècle
- Jacques Houzeau (1624-1681), sculpteur, membre de l'Académie royale.
- Jean-Henry d'Anglebert (1629-1691), musicien claveciniste et compositeur.
- Louis Joblot (1645-1723), naturaliste.
- Rémy Ceillier (1688-1763), bénédictin, historien de l'Église catholique.
- Pierre Parisot dit Père Norbert (1697-1769), frère mineur capucin.

### XVIIIesiècle

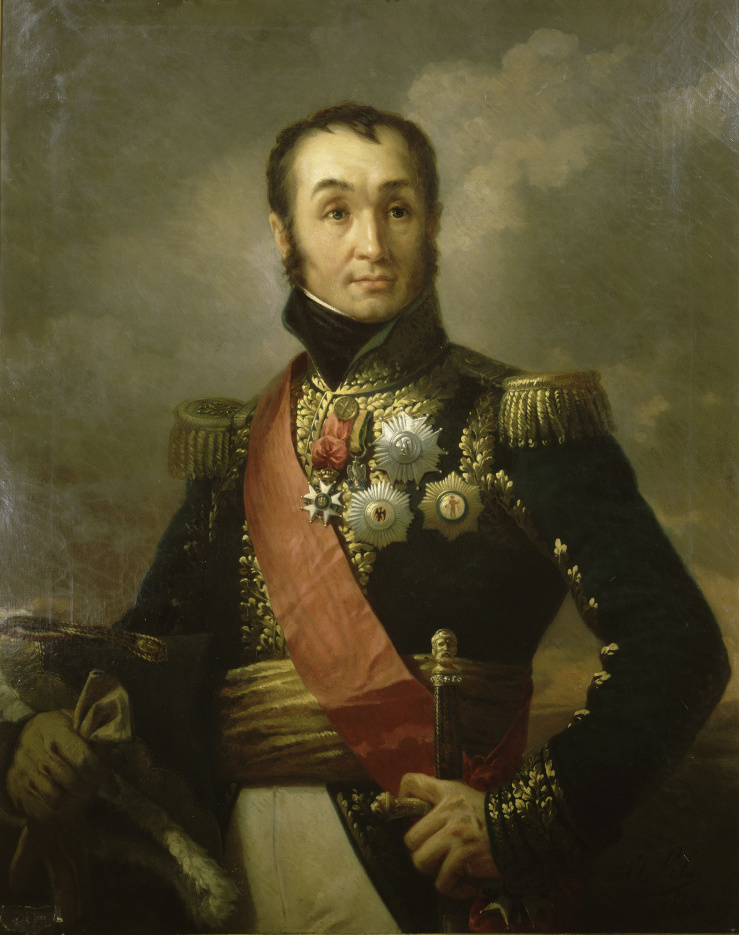
Nicolas-Charles Oudinot (1767-1847), maréchal d'Empire.

- Mathias d'Alençon (1727-1794) militaire et homme politique né à Bar-le-Duc, député de la noblesse aux États généraux de 1789, condamné et guillotiné à Paris en 1794.
- Jean-Antoine Louis (1742-1796), fonctionnaire municipal de Strasbourg, député de la Convention nationale.
- Jean-Baptiste Lolivier (1747-?), homme politique né à Bar-le-Duc,
- Nicolas Champion de la Meuse .(1756-1815), homme politique de la Révolution et du Premier Empire.
- Florentin Ficatier (1765-1817), général de la Révolution et de l’Empire.
- Nicolas-Charles Oudinot (1767-1847), duc de Reggio, maréchal d'Empire.
- Jean-Joseph Regnault-Warin (1773-1844), romancier et pamphlétaire.
- Rémy Joseph Isidore Exelmans (1775-1852), maréchal de France.
- François Augustin Caunois (1787-1859), sculpteur et médailleur.
- Frédéric Lanthonnet (1788-?), militaire, maréchal de camp.
- Charles-Louis Moreau (1789-1872), homme politique et avocat, président de la cour d'appel de Nancy, député de la Meurthe.
- Nicolas-Charles-Victor Oudinot (1791-1863), duc de Reggio, général de division.
- Charles Desaux (1797-1882), homme politique, député de la Meuse, né à Bar-le-Duc.

### XIXesiècle

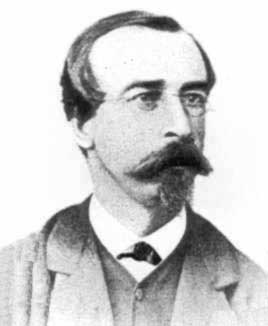
Edmond Laguerre (1834-1886), mathématicien.

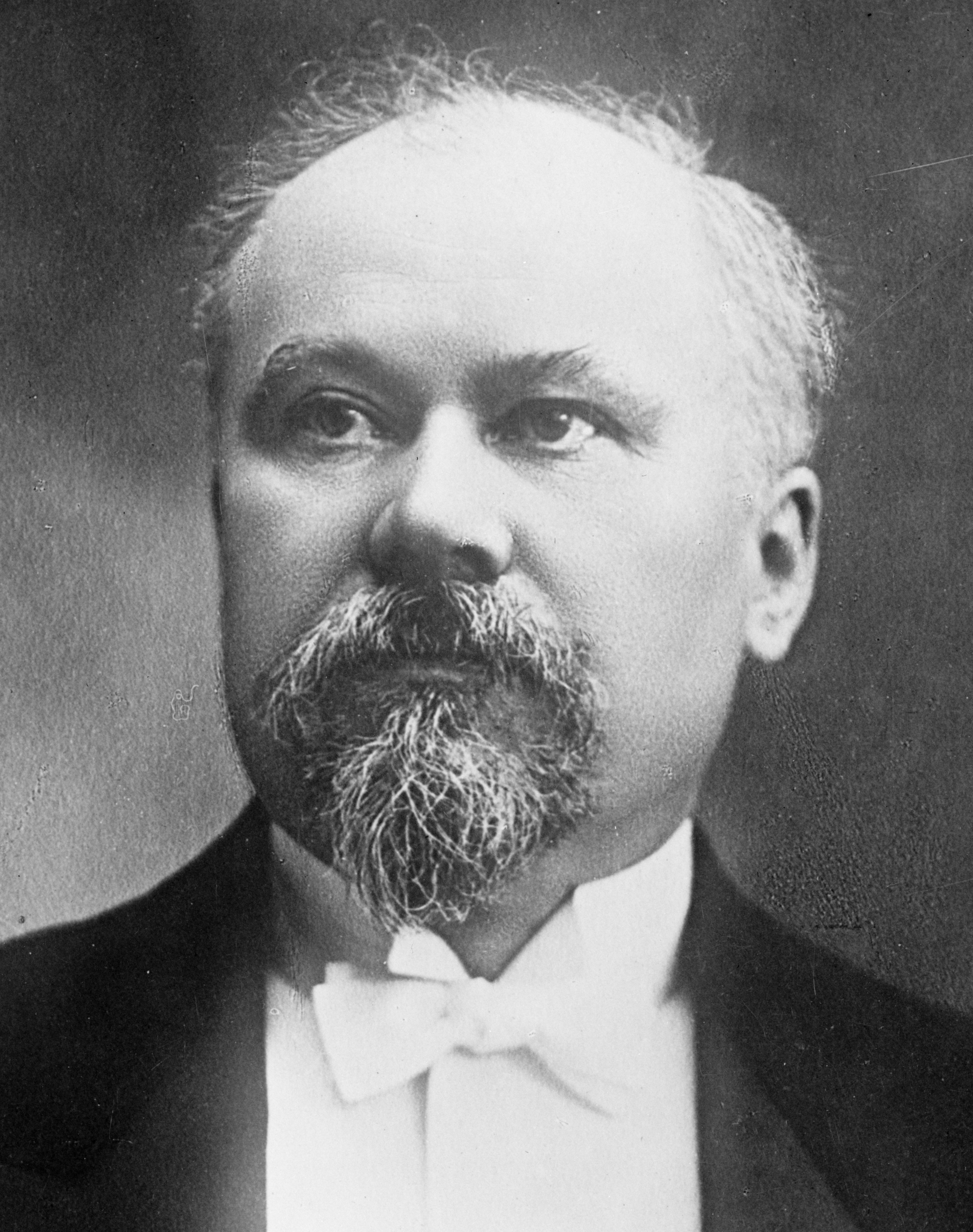
Raymond Poincaré (1860-1934), Président de la République.

- Adolphe Moreau (1802-1879), homme politique, député de la Meuse.
- Gaspard Launois (1806-1886), homme politique, député de la Meuse.
- Émile Grignard (1807-1870), géomètre du cadastre puis fondateur et directeur de la Compagnie du chemin de fer de Lyon (la Croix-Rousse) au camp de Sathonay.
- Edme Collot (1808-1860), homme politique, député de la Meuse.
- Pierre Michaux (1813-1883), et son fils Ernest (1842-1882), inventeurs du vélocipède à pédales (michaudine).
- Maurice de Vaines (1815-1872), artiste-peintre.
- François Joseph Tronville (1817-1878), artiste-peintre.
- Céline Fallet (1820-1895), écrivaine et enseignante.
- Henri Bompard (1821-1906), homme politique et industriel dans la filature.
- Henri de Beurges (1822-1912), homme politique.
- Charles-Maurice de Moncets (1827-1096), général de brigade.
- Claude Millon (1828-1887), homme politique et avocat, maire de Bar-le-Duc, député de la Meuse.
- Edmond Laguerre (1834-1886), mathématicien, connu pour les polynômes qui portent son nom.
- Auguste Vivenot (1835-1884), homme politique, sénateur de la Meuse.
- Charles-Maurice Ernest Jacquelot de Moncets (1838-1906), général de division.
- Albert Cim (1845-1924), romancier, critique littéraire et bibliographe.
- Jules Develle (1845-1919), homme politique et avocat.
- Marcel Hébert (1851-1916), philosophe.
- Olivier Sainsère (1852-1923), homme politique et grand amateur d’art, collectionneur et mécène.
- Jacques Onfroy de Bréville dit Job (1858-1931), dessinateur et illustrateur de livres d’enfants.
- Georges Robineau (1860-1927), haut fonctionnaire, gouverneur de la Banque de France.
- Raymond Poincaré (1860-1934), homme d'État, 10e Président de la République française de février 1913 à février 1920.
- Pierre de Bréville (1861-1949), compositeur.
- Émile Bréhier (1876-1952), écrivain, philosophe et historien.
- Jules-Henri Desfourneaux (1877-1951), bourreau.
- Marcel Ulrich (1880-1933), homme politique et ingénieur des mines.
- Ernest Wickersheimer (1880-1965), bibliothécaire, directeur de la Bibliothèque nationale et universitaire de Strasbourg.
- Henri Royer (1885-1974), architecte, a contribué à la reconstruction de Reims.
- Marguerite Eberentz (1895-1973), résistante.
- Maurice Parisot (1899-1944), résistant, chef du Bataillon de guérilla de l'Armagnac.

### XXesiècle

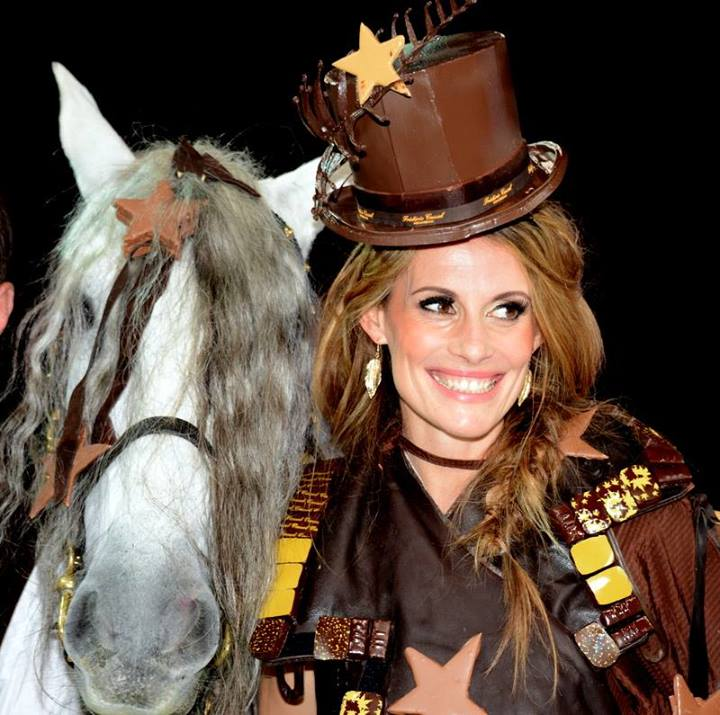
Sophie Thalmann (1976-), Miss France 1998, animatrice.

- Pierre Camonin (1903-2003), organiste, compositeur et improvisateur.
- André Grandvalet dit Ded Rysel (1903-1975), chansonnier et acteur.
- Jean Driesbach dit Jean Dries (1905-1973), peintre.
- Lucien Thuilliez (1915-1980), résistant français, Compagnon de la Libération.
- Gaston Floquet (1917-2001), artiste plasticien et traducteur.
- Jennifer (chanteuse) (1942-2015), chanteuse.
- Christian Pierret (1946-), homme politique socialiste, ministre, député des Vosges et maire de Saint-Dié-des-Vosges.
- Michel Bernard (1958-), écrivain.
- Marie-Anne Frison-Roche (1959-), professeur de droit économique à Sciences Po.
- Jean-Michel Corillion (1964-), réalisateur et chef-opérateur.
- Didier Gustin (1966-), imitateur et acteur.
- Jean-Philippe Doux (1972-), journaliste et chroniqueur de télévision.
- Magali Humbert-Faure (1972-), coureuse cycliste française.
- Sophie Thalmann (1976-), animatrice et mannequin, Miss France 1998.
- Ludovic Hubler (1977-), entrepreneur social et écrivain-voyageur.
- Anaïs Delva (1986-), chanteuse et comédienne.
- Benjamin Compaoré (1987-), athlète, spécialiste du triple saut.
- Claire Jacquet (1988-), athlète, spécialiste du canoë-kayak.
- Félix Bour (1994-), athlète, spécialiste en athlétisme.

## Autres personnalités liées à la ville
Liste de personnalités qui sont décédées, ont vécu ou ont fortement influencé la ville de Bar-le-Duc.

### XVIIIesiècle
- Jean-Louis Simien (1736-1803), général de brigade, mort à Bar-le-Duc.
- Guillaume Latrille de Lorencez (1772-1855), général des armées de la Révolution et de l'Empire, mort à Bar-le-Duc.
- Jean Landry Gillon (1788-1856), magistrat et homme politique, adjoint au maire de Bar-le-Duc, député de la Meuse, mort à Bar-le-Duc.

### XIXesiècle

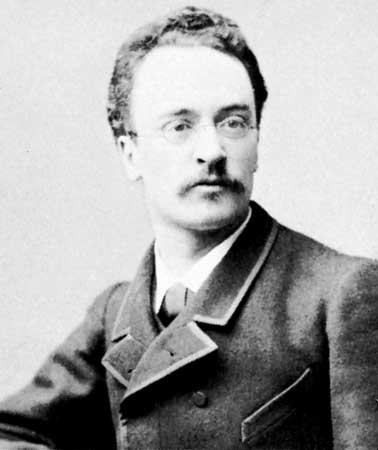
Rudolf Diesel (1858-1913), ingénieur thermicien allemand.

- Laurent-Charles Maréchal (1801-1887), dessinateur, pastelliste et maître-verrier, considéré comme le chef de file de l'École de Metz, mort à Bar-le-Duc.
- Ernest Bradfer (1833-1887), maître de forges, homme politique, maire de Bar-le-Duc, mort à Bar-le-Duc.
- André Theuriet (1833-1907), poète, romancier, académicien, passa sa jeunesse à Bar-le-Duc où il situe l'action d'un grand nombre de ses romans.
- Paul Lardin (1844-1942), manufacteur d'armes.
- Wlodimir Konarski (1852-1906), graveur, conseiller de préfecture et historien, mort à Bar-le-Duc.
- Éloi Ragon (1853-1908), abbé, helléniste et latiniste, mort à Bar-le-Duc.
- Rudolf Diesel (1858-1913), ingénieur thermicien allemand et industriel, créateur en juin 1897 de la Société française des moteurs Diesel à combustion interne, dont le siège est à Bar-le-Duc.
- Pol Chevalier (1861-1935), homme politique et avocat, maire de Bar-le-Duc, sénateur de la Meuse, mort à Bar-le-Duc.
- Paul Henry Ferrette (1869-1933), homme politique, avocat et journaliste, conseiller municipal de Bar-le-Duc, député de la Meuse, mort à Bar-le-Duc.
- Charles Aimond (1874-1968), prêtre catholique, écrivain, historien et musicien, mort à Bar-le-Duc.
- Georges Bernanos (1888-1948), écrivain, séjourne à Bar-le-Duc en 1920 où il écrit son premier roman Sous le soleil de Satan.
- Lucien Polimann (1890-1963), clerc et homme politique d'extrême droite, mort à Bar-le-Duc.
- Gaston Thiébaut (1898-1982), homme politique, député de la Meuse, mort à Bar-le-Duc.

### XXesiècle
- Jean Bernard (1923-2004), homme politique, maire de Bar-le-Duc, député de la Meuse.
- Bertrand Pancher (1958-), homme politique, maire de Bar-le-Duc, député de la Meuse, président du conseil général de la Meuse.